# Enyocera
Enyocera és un gènere d'arnes de la família Crambidae. Conté només una espècie, Enyocera latilimbalis, que es troba a Sumatra.